# Hypsiboas pardalis
Hypsiboas pardalis là một loài ếch thuộc họ Nhái bén.
Đây là loài đặc hữu của Brasil.
Môi trường sống tự nhiên của chúng là rừng khô nhiệt đới hoặc cận nhiệt đới, rừng ẩm vùng đất thấp nhiệt đới hoặc cận nhiệt đới, vùng núi ẩm nhiệt đới hoặc cận nhiệt đới, đầm nước ngọt, đầm nước ngọt có nước theo mùa, các đồn điền, vườn nông thôn, rừng trước đây suy thoái nghiêm trọng, ao, và kênh đào và mương rãnh.